# Sancho Garcês (infante de Pamplona)
Sancho Garcês (em castelhano: Sancho Garcés; antes de 1038 — 6 de janeiro de 1083) foi um infante do Reino de Pamplona, filho ilegítimo do rei Garcia Sanches III de Pamplona e primo do Afonso VI de Leão. Senhor de Uncastillo e Sangüesa, foi pai de Ramiro Sanches, cujo filho Garcia Ramires de Pamplona iniciou uma nova dinastia do reis do Pamplona.

## Biografia

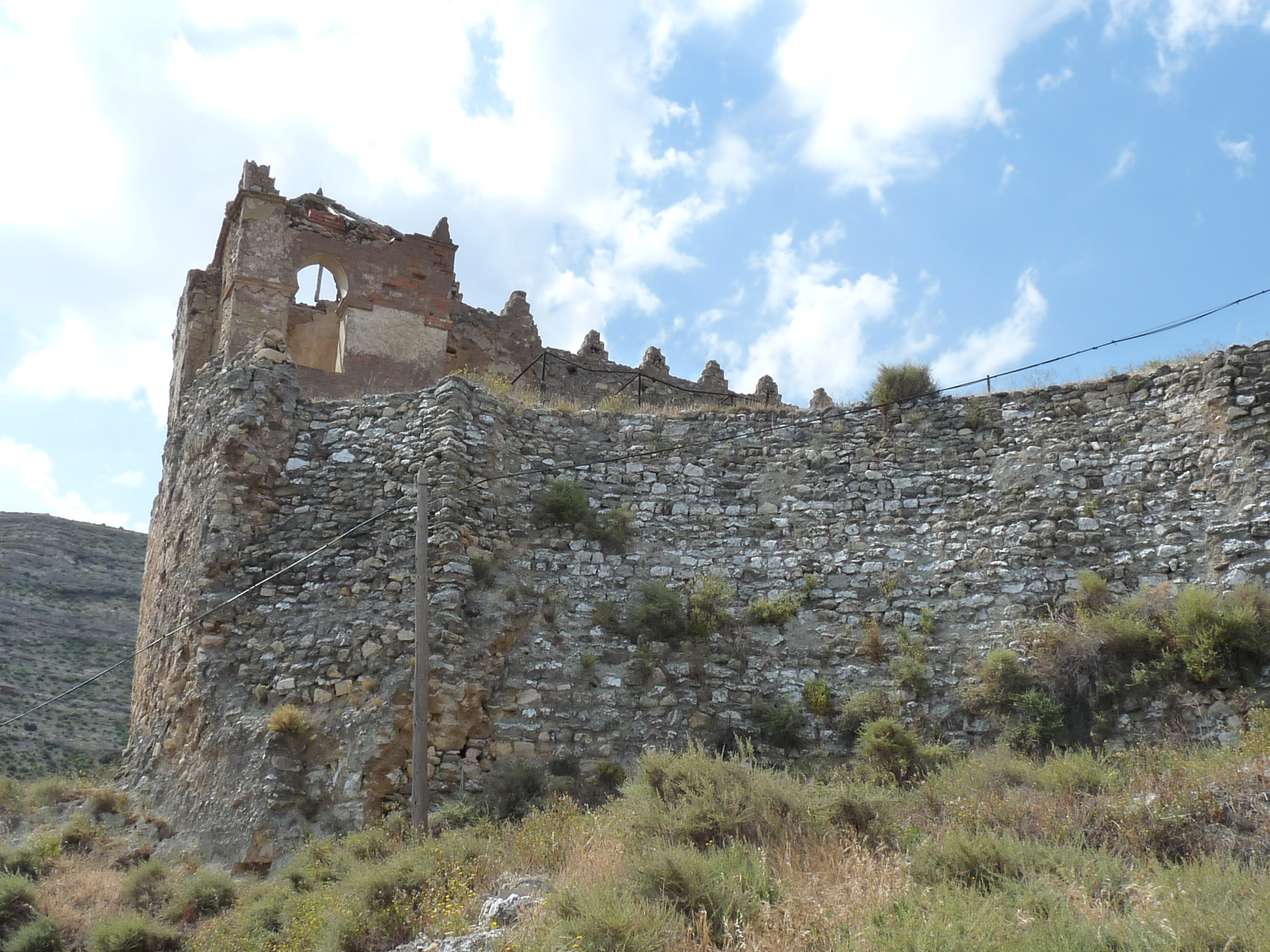
Castelo de Rueda de Jalón onde o infante Sancho e muitos nobres perderam suas vidas

O infante Sancho era filho ilegítimo do rei Garcia Sanches III de Pamplona e de uma concubina. Nasceu antes do pai se casar com Estefânia de Foix. Governou as tenências do Uncastillo e Sangüesa e poderá ter sido o Sancho Garcês que foi tenente em Ruesta (1048), Surta (1065), Autol (1071) e em Anguiano e Tobía em 1073.  Tinha vários irmãos, filhos do casamento legítimo de seu pai, incluindo o rei Sancho Garcês IV e o infante Ramiro Garcês, senhor de Calahorra e Torrecilla en Cameros. Também era o irmão de Mencia Garcês, esposa do magnata Fortún Ochoa, filha ilegítima do rei García Sanchez III, embora não se sabe se eles eram filhos da mesma mãe.
Sancho morreu em 6 de janeiro de 1083 junto com o seu irmão Ramiro que liderou as hostes do exército enviado pelo rei Afonso VI no día conhecido como "a traição de Rueda", onde morreram muitos nobres, incluindo o conde Gonçalo Salvadores.

## Casamento, descendência e lenda

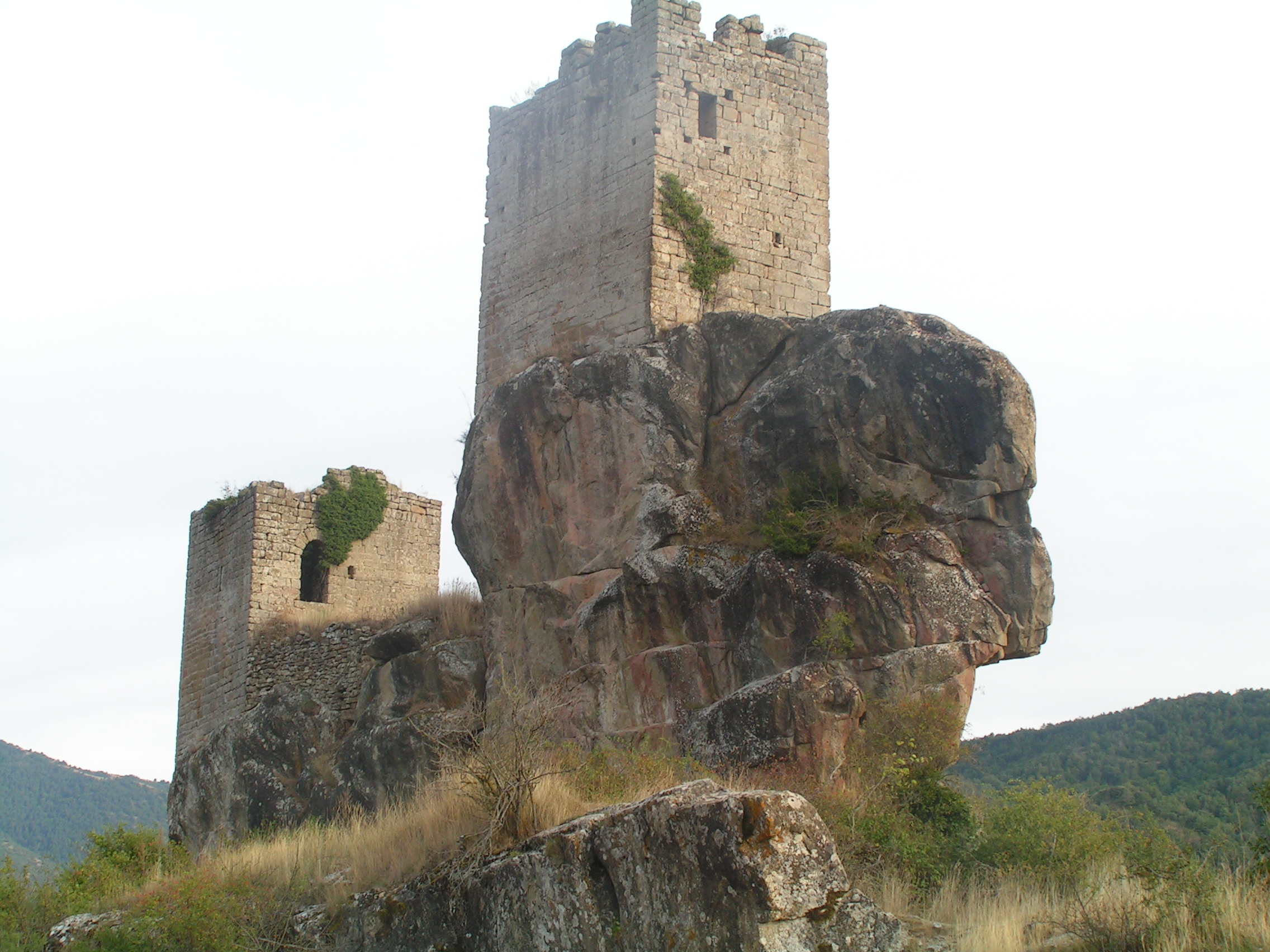
Castelo de Sibirana em Uncastillo, uma das tenências do infante Sancho

Casou-se antes de 1057 com Constança, como evidenciado por um documento datado de 25 de novembro do mesmo ano, em que ambos confirmam uma venda feita pelo seu irmão o rei Sancho. A filiação da Constança ainda não foi confirmada, mas autores antigos alegam que ela era a filha do nobre Gonçalo Marañón. No entanto, com base na Chronica Naierensis, o medievalista Jaime de Salazar y Acha, conjetura que poderia ser a filha de um casamento anterior da rainha Estefânia de Foix.
| “ | O rei Sancho de Castela era casado com um filha da rainha Estefânia de Navarra, cujo nome a crónica omite, e outro Sancho, filho bastardo que o rei Garcia, marido de Estefânia, tinha tido com outra concubina, movido por uma arrebatamento de amor, raptou a noiva quando ela era conduzida ao encontro do seu prometido e conduziu-a à corte do rei mouro de Saragoça e mais tarde à do seu tio o rei Ramiro de Aragão que o amava como um filho. Em resultado de tudo isso deu-se a guerra entre ambos os reis de Castela e Aragão, e a morte deste último no combate de Graus no ano 1064. | ” |

Embora o episódio narrado na Chronica Naierensis tenha sido considerado um mito sem fundamento, todos os personagens citados são documentados, e é provável que os eventos descritos sejam factuais. Num documento de 29 de novembro de 1074, o rei D. Sancho doa ao seu irmão uma casa e várias terras em Calahorra. No mesmo documento, o rei diz: «vobis germano meo domno Sancio et uxori vestra vel germana mea domna Constancia» ("para ti, meu irmão Sancho e tua esposa, também minha irmã, Dona Constança").
Do seu casamento com Constança teve dois filhos:
1. Ramiro Sanches de Pamplona (entre 1064 e 1075 — 1129 ou 1130), senhor de Monzón e casado com Cristina Rodríguez, filha do famoso Rodrigo Diaz de Vivar, O Cid.
2. Estefânia Sanches, esposa do conde Fruela Díaz,[10] membro da linhagem dos Flainez, com importante descendência.

Alguns historiadores ter identificado a Sancho Garcês com Sancho Maceratiz, tenente em Montes de Oca casado com Andregoto, parente da rainha Andregoto Galíndez. Em 1075, Andregoto, já viúva, aparece no Mosteiro de San Millán de Suso com seus cinco filhos: Sancho, Andregoto, Sancha, Jimena, e Velasquita.  No entanto, o infante Sancho ainda estava casado com Constança em 1074 e é impossível que tenha voltado a casar e tivesse mais cinco filhos em 1075. Além disso, Andregoto não poderia ser a viúva de Sancho em 1075, pois este só morreu em 1083.